# Melbourne Cricket Ground
El Melbourne Cricket Ground es un estadio multiusos en el que principalmente se practica críquet, fútbol, fútbol australiano y rugby; ubicado en el distrito suburbano de Yarra Park de la ciudad de Melbourne, capital del estado de Victoria en Australia, que con sus 100 024 espectadores de capacidad lo convierten en el estadio más grande del país. En este escenario se realizaron las ceremonias de apertura y clausura de los Juegos Olímpicos de Melbourne 1956 y los Juegos de la Mancomunidad de 2006.
Allí juega de local la selección de Victoria de cricket que compite en el Sheffield Shield y la One-Day Cup, y los Melbourne Stars de Big Bash League de críquet. También se han realizado allí más de cien test internacionales, en particular el 26 de diciembre durante el feriado del Boxing Day.
El Melbourne Cricket Ground es sede de cinco equipos de la Australian Football League: Collingwood, Essendon, Hawthorn, Melbourne y Richmond.
La Gran Final de la AFL se juega en dicho estadio desde 1902, salvo excepciones. El estadio ha albergado partidos de fútbol de reglas internacionales entre Australia y Gales en 1999, 2001, 2003 y 2008. En el estadio se han jugado tres partidos del State of Origin de rugby a 13 en 1994, 1995 y 1997.
Además, se han realizado conciertos musicales de Paul McCartney, U2, Madonna y ceremonias religiosas de Billy Graham y Juan Pablo II.

## Récords de público[citarequerida]
- Fútbol australiano: 121 696, Collingwood - Carlton, final de la VFL 1970.
- Fútbol de clubes: 99 382, Manchester City - Real Madrid, 2015.
- Fútbol de selecciones: 97 103, Australia - Grecia, 2006
- Cricket (Test): 91 092, Australia - Inglaterra, 2013.
- Cricket (ODI): 93 013, Australia - Nueva Zelanda, final de la Copa Mundial de 2015.

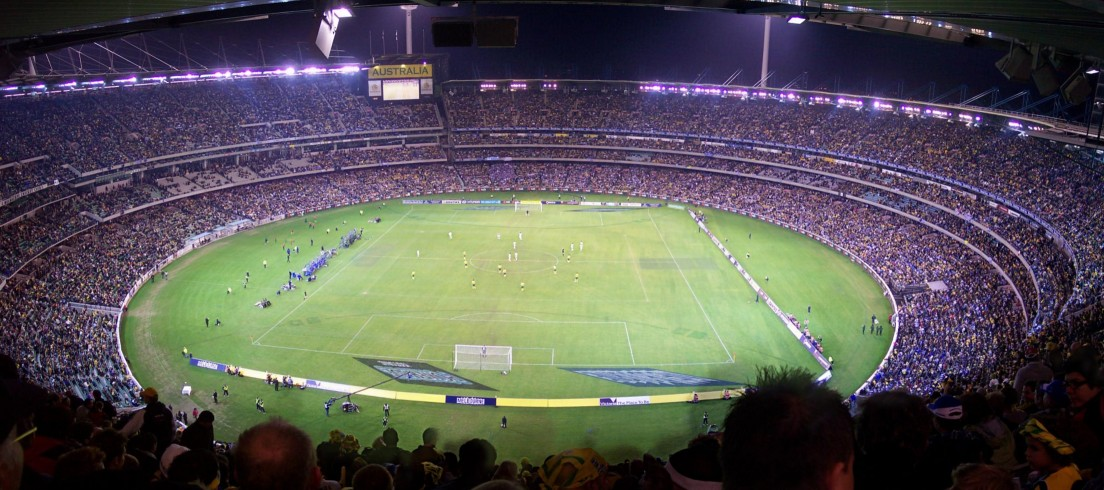
Panorámica del Melbourn Cricket Ground en un partido de fútbol amistoso entre las selecciones de Australia y Grecia el 25 de mayo de 2006.

- Cricket (nacional): 80 883, Melbourne Stars - Melbourne Renegades, 2016.
- Rugby 13: 91 513, Nueva Gales del Sur - Queensland, State of Origin 2015.
- Rugby 15: 90 119, Australia - Nueva Zelanda, Tres Naciones 1997.